# Pour la stabilité !
Pour la stabilité ! (en letton : Stabilitātei!, S!) est un parti politique letton centriste et eurosceptique, fondé en février 2021 à la suite de la scission du parti social-démocrate « Harmonie ».

## Histoire
Le parti est fondé le 21 février 2021 par Aleksejs Rosļikovs et Valērijs Petrovs, deux des quatre conseillers municipaux de Riga exclus du parti Harmonie. Le parti organise de multiples manifestations en 2021 contre la vaccination obligatoire et les restrictions liées à la pandémie de COVID-19.

## Idéologie et programme
Le parti appelle à combattre le « régime Kariņš ». Il est défini comme centriste et eurosceptique,.

### Économie
Le parti souhaite diminuer la TVA sur les produits alimentaires, supprimer la TVA sur les médicaments, supprimer la taxe foncière et réduire de 50 % les accises sur les carburants. Stabilité ! entend également augmenter les allocations familiales et soutenir les retraités.

### Union européenne
Le parti souhaite « revoir l'indépendance de la Lettonie au sein de l'Union européenne » à travers un « défaut de paiement contrôlé » vis-à-vis de la dette européenne.

### Institutions
Stabilité souhaite une réforme des institutions donnant le droit de vote aux non-citoyens, l'élection d'un président élu au suffrage universel, des élections non-partisanes et la diminution du nombre de ministres. Stabilité ! soutient aussi la division par deux du nombre de députés et l'interdiction de s'abstenir lors des votes à la Saeima.

### Responsabilité criminelle des décideurs politiques
Le parti propose de juger pénalement les membres du gouvernement Kariņš I et de la 13e législature de la Saeima pour avoir « fraudé le budget de l'État et utilisé la pandémie de COVID comme un moyen de ségréguer les gens, de les priver de revenus, de détruire les entreprises privées et la santé publique, en forçant la vaccination et en les privant du droit de recevoir une assistance médicale d'urgence ».

### Défense de la minorité russophone
Stabilité ! défend la possibilité pour chaque enfant de recevoir des cours dans leur langue maternelle, y compris le russe.
Le parti s'oppose à la destruction d'un monument soviétique du Parc de la Victoire à Riga et promet de poursuivre en justice les responsables de sa destruction.

## Résultats électoraux

### Élections parlementaires
| Année | Votes  | %    | Rang | Députés  | Gouvernement |
| ----- | ------ | ---- | ---- | -------- | ------------ |
| 2022  | 62 168 | 6,80 | 5e   | 11 / 100 | Opposition   |